# イーストウォーカー川
イーストウォーカー川（イーストウォーカーがわ、英: East Walker River）は、アメリカ合衆国のカリフォルニア州東部およびネバダ州西部を流れる河川。ウォーカー川の支流で、全長は約121kmある。流域はグレートベイスンのウォーカー湖分水界内のシエラネバダ山脈東側の一部である。

## 流路
カリフォルニア州東部、モノ湖やヨセミテ国立公園境界の北のシエラネバダ山脈の雪解け水が集まって流れが始まる。北向きにブリッジポートバレーを流れ、ブリッジポートに作られたブリッジポート貯水池に到達する。ネバダ州のライアン郡南部を横切り、峡谷を抜けて農業地帯のメイソンバレーに入る。イエリントンの南約13kmの場所でウエストウォーカー川と合流しウォーカー川となる。